# Otokonoko

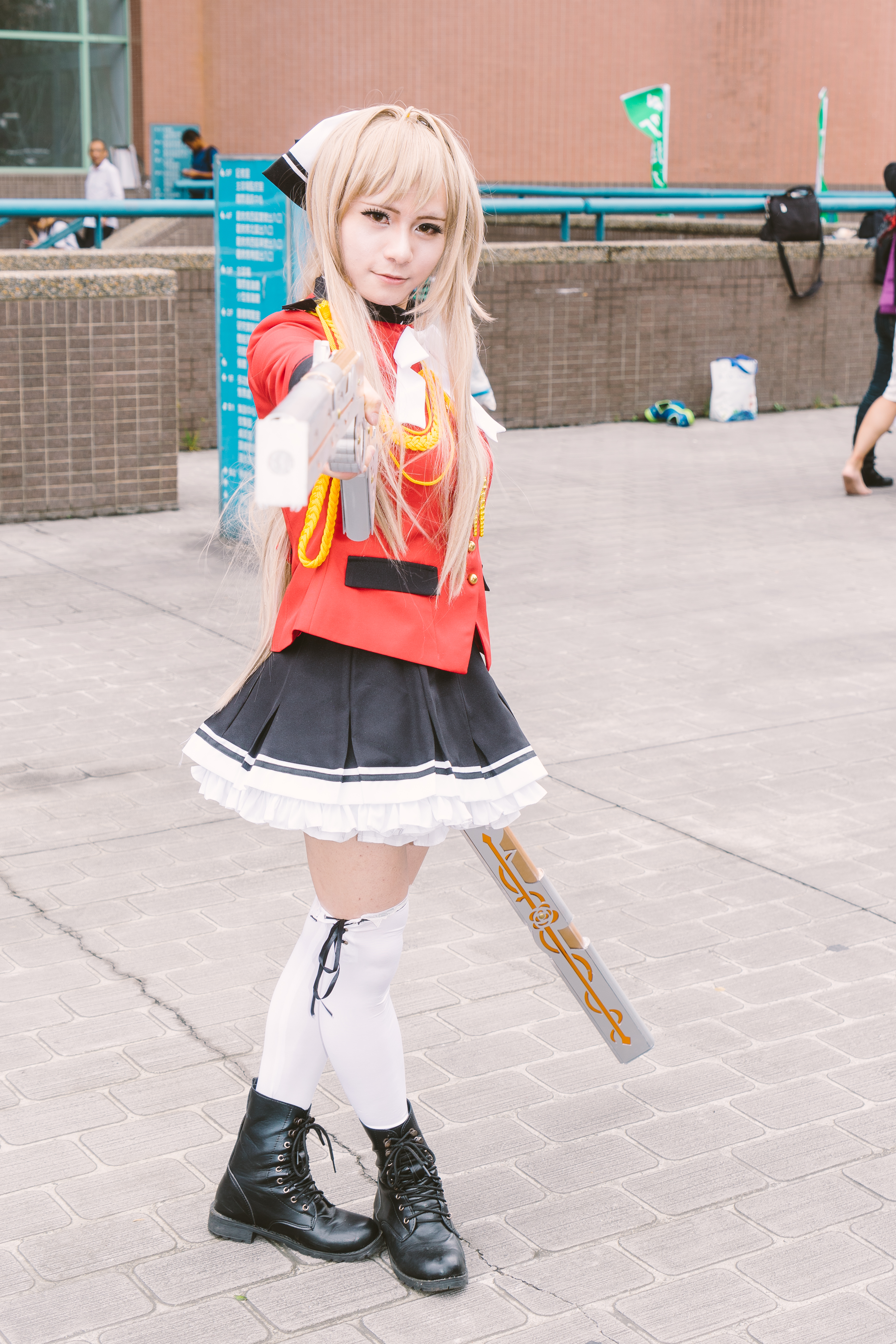
Otokonoko w cosplayu Isuzu Sento z Amagi Brilliant Park

Otokonoko (jap. 男の娘, Otoko no Ko; pol. dosł. córka płci męskiej lub dziewczyna płci męskiej) – określenie mężczyzn we współczesnej subkulturze japońskiej mających kobiecą ekspresję płciową. Dotyczy to m.in. mężczyzn o kobiecym wyglądzie czy przebierających się za kobiety.
Pojęcie „Otokonoko” nie odpowiada żadnej konkretnej tożsamości seksualnej ani tożsamości płciowej, ale można uznać je za indywidualną orientację seksualną. Postacie „Otokonoko” można również ujrzeć w popularnych japońskich rozrywkach głównego nurtu, takich jak manga, anime czy gry.

## Historia
Termin pochodzi z japońskiej mangi i kultury internetowej na początku lat 2000, jednak koncepcja ta odzwierciedla szeroką gamę wcześniejszych tradycji i przykładów męskiego przebierania się za kobietę w Japonii, takich jak onnagata w teatrze kabuki. Jego popularność wzrosła około 2009, wraz z pojawieniem się tematycznych kawiarenek z pokojówkami, sklepów z modą, produktów kosmetycznych i szeregu popularnych mediów w kulturze otaku. Często łączy się go z cosplayem fikcyjnych postaci kobiecych, za które przebierają się mężczyźni.